# 仁木健
仁木健（にき たけし、6月28日 - ）は日本のライトノベル作家
『魔術都市に吹く赤い風』で第7回スニーカー大賞で奨励賞を受賞、2003年に受賞作を改題・加筆修正し、角川スニーカー文庫より『マテリアルクライシス』が刊行される。
趣味はゲーム。読書。散歩。昼寝。ごろ寝。ふて寝。

## 著作
- 『リミテッド・ヴァンパイア』
  - 『リミテッド・ヴァンパイア(1)髪喰鬼と吸血鬼』 ISBN 978-4-04-429513-4
  - 『リミテッド・ヴァンパイア (2)髪喰鬼とおおうさぎ』 ISBN 978-4-04-429514-1

- 『Add』
  - 『Add 機械仕掛けのホムンクルス』 ISBN 4-04-429504-2
  - 『Add 機械に捧ぐレクイエム』 ISBN 4-04-429506-9
  - 『Add 機械の謳うララバイ』 ISBN 4-04-429505-0
  - 『Add 機械が嗤うスケルツォ』 ISBN 4-04-429508-5
  - 『Add 機械の息子』 ISBN 4-04-429507-7
  - 『Add 喪せし機械のバラード』 ISBN 4-04-429509-3
  - 『Add 怒れる機械のプレリュード』 ISBN 4-04-429510-7
  - 『Add 機械の恋歌』
  - 『Add 滅びゆく機械のソナタ』

- 『マテリアル・クライシス』
  - 『マテリアル・クライシス　MISSION しっぽとテロリスト』 ISBN 4-04-429501-8
  - 『マテリアル・クライシス　MISSION しっぽとコンピュータウイルス』 ISBN 4-04-429502-6
  - 『マテリアル・クライシス　MISSION しっぽとパンドラの剣 』 ISBN 4-04-429503-4